# Vatroslav Florschütz
Vatroslav Florschütz (Požega, 15. svibnja 1879. – Zagreb, 5. siječnja 1967.), hrvatski vojni liječnik kirurg
Smatra ga se začetnikom traumatologije u Hrvatskoj. Osječka se bolnica njegovim zalaganjem uzdigla među najsuvremenije medicinske ustanove. Zadužio je europsku i svjetsku kirurgiju konstruiravši ekstenzijsku aparaturu za repoziciju koštanih ulomaka pri prijelomu gornjih i donjih ekstremiteta. Danas su u literaturi poznate pod nazivom Balkan frame ili Balkan splint (Balkan beam ), premda je ispravnije ime Florschütz Rahmen. Zadužio je i kulturnu javnost objavom sjećanja iz Prvoga svjetskoga rata, čemu težinu daje što glavnina sjećanja sudionika Prvoga svjetskoga rata, bez obzira na način sudjelovanja u ratu, do danas nisu objavljena.
Florschützova metoda odmah je prepoznata kao dobra te su ju srpski kirurzi prenijeli na Solunsko bojište, a od njih su ju preuzeli francuski i engleski kirurzi. Nažalost, dali su joj neispravno ime, “Methode Balkanique” ili “Balcan frame”, koje ni po čemu nije vezano uz ime dr. Florschütza, usprkos što je struka nastojala na ispravljanju toga. Florschützovu metodu primijenili su i u Beču, Berlinu i Pragu, a navodno se sprovodi i danas u Francuskoj i Engleskoj. U njegovu je čast nagrada za najbolji znanstveno-istraživački rad za mlade znanstvenike na Medicinskom fakultetu u Osijeku nazvana Nagrada dr. Vatroslav Florschütz.

## Životopis
Rođen u Požegi u obitelji koja je u 18. stoljeću doselila iz Njemačke. U Innsbrucku studirao medicinu koju je završio 1904. godine. Zaposlio se u Osijeku u bolnici kao pomoćni liječnik na internom odjelu. U Zagrebu je odslužio vojni rok u Posadnoj bolnici, kojoj je voditelj bio cijenjeni liječnik Artur Lang. Potom se zaposlio u Bolnici milosrdnih sestara na kirurškom odjelu kod dra Teodora Wickerhausera. Od 1908. do 1911. uređivao je Liječnički vjesnik.
Bio je vojni kirurg u Prvom balkanskom ratu kao dio austrijskoga Crvenog križa, a u Drugom balkanskom ratu vodio je bolnicu hrvatskoga Crvenoga križa u Beogradu zajedno sa suprugom Elizabetom, medicinskom sestrom. 
U Beogradu se 1913. godine kao šef dobrovoljne misije iz Hrvatske, a ondje je došao tako što je ravnatelj osječke bolnice Alfons Muža, čuvši za teško stanje ranjenika u bugarsko-srpskom ratu, organizirao je pomoć od nekoliko liječnika.
Godine 1910. postao je voditelj kirurškog odjela bolnice u Osijeku. Po službenoj dužnosti od siječnja 1911. preuzeo je mjesto zamjenika šefa kirurškog odjela i primarijusa za rendgenologiju osječke bolnice. Dužnost je s prekidima i napredovanjima obnašao do 1930. godine. Kirurško-porođajni odjel vodio je od 1919. do 1930. godine. Čim je došao, promijenila se organizacija kirurške službe te je porastao broj operacija i kvaliteta njihova izvođenja, a ondje je osmislio svoju metodu. U međuvremenu je u Prvom svjetskom ratu opet bio vojni kirurg. U Drugom balkanskom ratu bio je pionir u jednim zahvatima u svjetskoj medicini. Bio je prvi koji je sustavno primijenio ekstenziju prelomljenih udova sa suspenzijom na motki povrh postelje (u svjetskoj literaturi poznata »balkanska metoda« ili »balkanski okvir«). Metodu je balkanskog okvira odnosno balkanske metode osmislio je i objavio 1911. godine u Liječničkom vjesniku. Bio je među prvima koji je na terenu operirao prostrijelne rane trbuha.
Živio je u Osijeku, sa suprugom i dvoje djece, gdje ga je zatekao mobilizacijski poziv. U prvom svjetskom ratu bio je ratni kirurg u hrvatskom domobranstvu. Vodio je dnevnik od dana kad je mobiliziran sve do povratka u Zagreb. Već dva dana poslije bio je u Zagrebu. Bio je u skupini poznatih hrvatskih liječnika, stomatologa, veterinara i ljekarnika kao liječnici Josip Benčević, Branko Muačević, veterinari Zvonko Benčević i Julius Ulrich Liebling te farmaceut Antun Vrgoč. Florschütz je vodio austro-ugarske ratne kirurške bolnice na području današnje Srbije te na Istočnoj bojišnici. Na bojišnici u Galiciji bio je glavni kirurg. Godine 1916. imenovan je za protomedika Istočne bojišnice. Inzistirao je poput svog učitelja na asepsi, antisepsi, dezinfekciji sterilizaciji svega što je dolazilo u dodir s otvorenom ranom, što je mnogima spasilo život.
Hrvatski kirurg Vatroslav Florschütz u ratu nije robovao administrativnim ograničenjima ni zastarjelosti vojno-sanitetskih ograničenja. Uvidio je da teške i dotad neviđene rane koje su napravile topovske granate ne podnose čekanje, nego zahtijevaju brzu reakciju. Na svoju je ruku obavljao zahvate koji su bili izričito zabranjeni na bojištu i koje se smjelo obaviti samo u pravim pozadinskim bolnicama. Zbog njegove hrabrosti, smjelosti i umješnosti, spašeni su mnogi životi i spriječene mnoge invalidnosti, jer su zahvati napravljeni u dovoljno brzo, ne čekajući prijevoz i administrativni vremenski proces zaprimanja. Neposredno je iza prvih bojnih crta operirao ranjenike, obavljavši složene zahvate kao što su laparatomija, trepanacija lubanje ili kirurško zbrinjavanje otvorenog pneumotoraksa. Uspješni zahvati i brojni spašeni životi promijenili su shvaćanje o mogućnostima aktivne terapije na terenu, te su nagnali vojno zapovjedništvo i vojni sanitet na promjenu postojećih procedura. Vatroslavovi su zahvati ponajprije sprovedeni na galicijskom bojištu. Bio je na bojištima prema Srbiji (duž Drine, na Gučevo brdo i Crni vrh), a nakon bitke kod rijeke Ljiga 1914., austro-ugarska vojska se u krvi i blatu povlukla iz Srbije prema Rumi. Nakon toga upućen je na rusko bojište. Zabilježio je nevjerojatne epizode dok su napredovali su preko Karpata, Galicije i Bukovine, gdje su se žene svih dobi zbog velike bijede i gladi nudile vojsci, a vojnici se nisu bojali priljepčivih bolesti, jer zaraživanje značilo je odlazak u bolnicu i spašavanje od rata, pa je u gradovima iza bojišta vladao veliki nemoral. Bio je i u Besarabiji, pa se vratio u nemogućim uvjetima 1917. u Zagreb i radio u pozadini, u Karlovcu i Lici. Nakon što je prigovorio nadređenom na prljavštini u pozadinskoj bolnici, opet je vraćen u rat. Bio je u Novom Sadu, Nišu, pa na talijanskom bojištu, Caldonazzo, Vezzen, Levik, Bruneck i onda je opet bio na bojištu prema Ruskom Carstvu, u poljskom Lublinu. Svjedočio je i nesretnim smrtima vojnika koji su preživjeli rat, a izgubili život zbog nestrpljivosti za povratkom. Vojska se vraćala vlakovima, a nestrpljivi su u želji za što prije se vratiti, poginuli vozeći se na krovovima prepunih vlakova.
Za boravka u Osijeku poslije rata, napisao je 1927. prvi hrvatski udžbenik traumatologije. Nakon Osijeka, prešao je u Zagreb gdje je također vodio kirurške odjele u bolnicama. Od 1930. do 1939. vodio je kirurške odjele Zakladne bolnice, od 1939. do 1946. Bolnice milosrdnih sestara, a od 1946. do 1951. opet u Zakladnoj bolnici. Predavao je na Medicinskom fakultetu u Zagrebu traumatologiju. U mirovinu je otišao 1951. godine. Autor je 80 znanstvenih radova s područja kirurgije, dviju knjiga i jednog udžbenika.
Vatroslavov sin također je bio vojni liječnik. Bio je mobiliziran u drugom svjetskm ratu. Poginuo je kad se s domobranima povlačio preko Bleiburga, gdje je 1945. nestao. Vatroslav Florschütz tad je pošao u potragu i s ruksakom prepješačio cijelu Sloveniju ne bi li saznao nešto o sinu. Njegova kći, a Vatroslavova unuka jest Ivica Boban, poznata hrvatska redateljica i koreografkinja.